# Enzian
L'Enzian fu un missile antiaereo tedesco ideato attorno al 1944. Non fece in tempo ad entrare in servizio. Aveva una testata di 500 kg e forma simile a quella dell'AS-5 Kelt. La versione Enzian 5, se fosse stata realizzata, sarebbe stata supersonica.